# Meşeli, Emirgazi
Meşeli là một xã thuộc huyện Emirgazi, tỉnh Konya, Thổ Nhĩ Kỳ. Dân số thời điểm năm 2011 là 43 người.